# Трокмортон, Уоррен
Эрл Уоррен Трокмортон (англ. Earl Warren Throckmorton; род. 1957) — американский психолог, профессор психологии колледжа Гров-Сити (Гров-Сити, Пенсильвания). Он разработал т. н. «терапию сексуальной идентичности» и является создателем документального фильма I Do Exist о людях, утверждающих, что они сменили свою сексуальную ориентацию.

## Биография
Получил степень бакалавра гуманитарных наук по психологии в июне 1979 года в колледже Седарвилл, степень магистра гуманитарных наук по клинической психологии в Центральном Мичиганском университете в мае 1982 года и степень доктора философии по образованию консультантов и консультированию в сообществах в Университете Огайо в июне 1992 года.
Хотя ранее Трокмортон поддерживал терапию гомосексуальности, и в 2004 году он создал фильм о 5 экс-геях I Do Exist, выяснилось, что фильм искажал действительность для 4 из 5 участников фильма. Со временем он понял, что двигался в неправильном направлении, и стал критиком репаративной терапии. Вместо неё он с Марком Ярхаусом разработал «терапию сексуальной идентичности», целью которой может быть достижение воздержания от гомосексуального секса, но не изменение ориентации. Работа Трокмортона по «терапии сексуальной идентичности» была поддержана психиатром Робертом Спитцером. 
Трокмортон выступил резко против закона Уганды против гомосексуальности, за что его осудили прошлые сторонники его работы, такие как Скотт Лайвли.
Взгляды Токмортона о причинах и обращении с вариациями гендерной идентичности вызвали споры. Выпуск Christianity Today от февраля 2008 года опубликовал статью, в которой указывалось, что Токмортон, общаясь с людьми, страдающими из-за своей трансгендерности, говорил им, что их желания идут вразрез с Библией. «Даже если наука определит различия в мозге на этапе рождения, даже если есть пренатальные влияния, мы не можем оставить наставления Библии из-за результатов исследований», утверждал Токмортон. Впоследствии он утверждал в своём блоге, что комментарии были «вырваны из контекста», и что люди должны обращаться к врачам, специалистам и духовным наставникам, чтобы разрешить свои чувства.
Токмортон обращал внимание на Марка Дрисколла и церковь Марс-Хилл в Сиэтле. Он неоднократно писал о пасторе и его церкви и полемике вокруг неё.